# (6500) Kodaira
(6500) Kodaira (1993 ET) – planetoida z grupy przecinających orbitę Marsa okrążająca Słońce w ciągu 4,57 lat w średniej odległości 2,75 j.a. Odkryta 15 marca 1993 roku.